# Paavo Berglund
Paavo Allan Engelbert Berglund OBE (Helsinki, 14 aprile 1929 – Helsinki, 25 gennaio 2012) è stato un direttore d'orchestra e violinista finlandese.

## Biografia
Nato a Helsinki, Berglund ha studiato il violino da bambino, esercitandosi su uno strumento realizzato dal nonno. A 15 anni aveva deciso per la musica come sua carriera e a 18 anni suonava nei ristoranti. Durante la seconda guerra mondiale, Berglund lavorò presso gli stabilimenti di ferro in Billnäs. I bambini furono spostati fuori Helsinki durante i momenti più tremendi della guerra. La sua carriera professionale come violinista ebbe inizio nel 1946, suonando tutta l'estate alla mensa ufficiali (Upseerikasino) di Helsinki. Aveva già suonato in orchestre da ballo nel 1945. Gli studi ufficiali iniziarono si svolsero a Helsinki presso l'Accademia Sibelius, a Vienna e Salisburgo. Fu un violinista della Finnish Radio Symphony Orchestra dal 1949 fino al 1958 nella sezione dei primi violini, unico tra gli strumentisti ad essere sistemato nei posti a sedere considerato che suonava il violino 'con la mano sinistra'.
In un'intervista radiofonica fatta dalla Finnish Broadcasting Company YLE nel 2002, Berglund spiega come aveva ascoltato l'Orchestra Filarmonica di Vienna nel loro tour ad Helsinki con Wilhelm Furtwängler ed era rimasto molto colpito. Poco dopo partì per Vienna per studiare. Aveva molti amici orchestrali, sia nella Wiener Philharmoniker che nella Vienna Radio Symphony e poteva partecipare a sessioni di prova e di registrazione. Egli ricorda una particolare sessione di registrazione, una sera in cui lui era presente, quando Furtwängler registrò l'Overture del Manfred di Schumann e La Moldava (Vltava) di Smetana al Musikverein di Vienna. Un altro direttore che lo colpì molto era Hans Knappertsbusch.

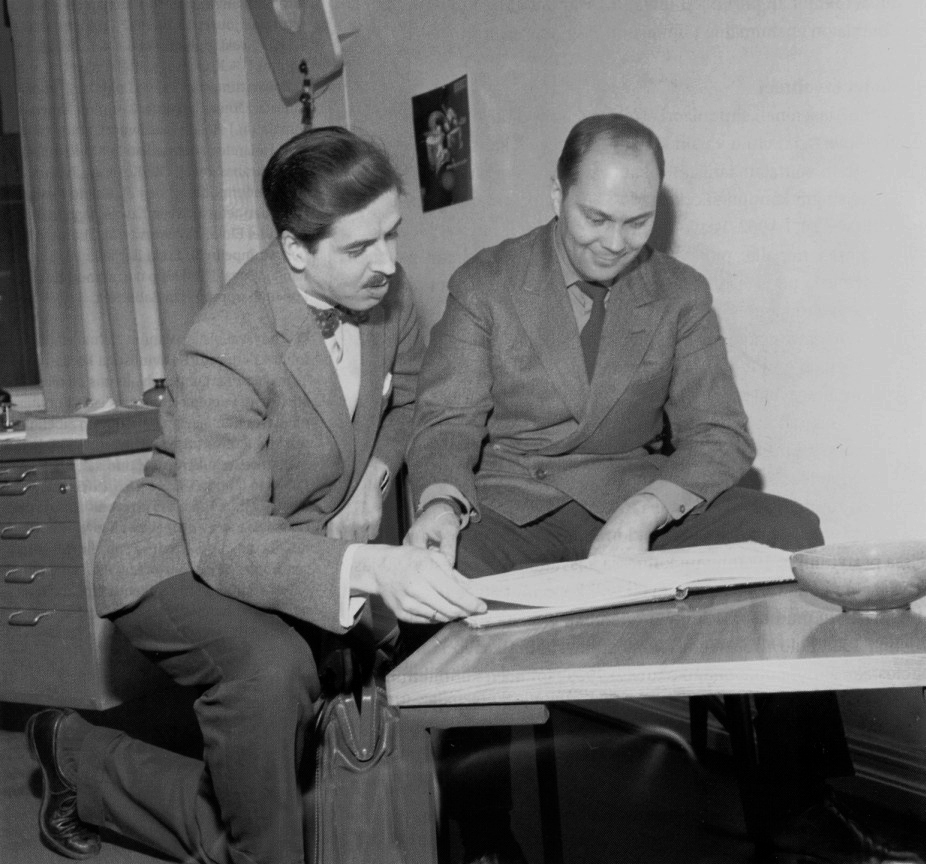
Berglund (a destra) con il violinista Heikki Louhivuori della Finnish Radio Symphony Orchestra

La carriera direttoriale di Berglund ebbe inizio nel 1949, quando fondò la propria orchestra da camera. Nel 1953 Berglund co-fondò la Helsinki Chamber Orchestra (in parte ispirato alla Boyd Neel Orchestra). Nel 1955, fu nominato Direttore associato della Finnish Radio Symphony Orchestra e ha lavorato come direttore principale della Finnish Radio Symphony Orchestra dal 1962 al 1971. Berglund diventò direttore musicale dell'Helsinki Philharmonic Orchestra nel 1975 e ricoprì la carica per quattro stagioni. Fu anche direttore del coro di voci miste dell'Unione degli studenti dell'Università di Helsinki, The Academic Choral Society (Akateeminen Laulu), dal 1959 fino al 1961.
Berglund raggiunse la notorietà tramite una rigorosa disciplina orchestrale dovuta alle sue prove spietate e dedizione alla perfezione musicale. Come direttore Berglund andava spesso al di là della partitura scritta, nella musica di Jean Sibelius ed altri per migliorare quello che credeva fossero debolezze, soprattutto nell'orchestrazione, il colore e l'equilibrio. La maggior parte delle orchestre che diresse rispose bene al suo approccio pragmatico. Era instancabile nello studio, la preparazione e le prove. Veniva quasi sempre in orchestra con il proprio materiale che aveva rivisto e modificato di sua stessa mano. Avrebbe poi scritto istruzioni molto dettagliate sugli spartiti di ogni singolo musicista.
Berglund certamente non andava sempre d'accordo con i compositori, si sentiva a suo agio nella elaborazione di eventuali sfumature che considerava importanti, ma che i compositori non avevano evidenziato. Credeva nei dettagli: "Penso che abbiamo già fatto il pieno di incisioni fiacche", Berglund osservò in un'intervista della Finnish Music Quarterly (FMQ) nel 1999.
Nel Regno Unito Berglund ha diretto i Concerti per il Centenario di Sibelius con la Bournemouth Symphony Orchestra nel 1965 e divenne il suo direttore principale nel 1972, concludendo la sua permanenza alla Bournemouth nel 1979. Ha rialzato in modo notevole i suoi standard esecutivi, come può essere ascoltato dalle numerose registrazioni effettuate per la EMI durante questo periodo. Ha lavorato anche come direttore ospite principale della Scottish National Orchestra, dal 1981 al 1985. Berglund si dimise da entrambe le orchestre di Helsinki e Bournemouth nel 1979. Nella sua nativa Finlandia fu molto notato il fatto che era sembrato avesse abbandonato i suoi modi dittatoriali. Nel 1996 fu citato per questa dichiarazione: "L'aumento del livello delle orchestre finlandesi è stato abbastanza incredibile... i giovani musicisti suonano molto meglio rispetto ai loro predecessori." Disse che il suo obiettivo da sempre era stato semplicemente quello di rendere le orchestre finlandesi le migliori del mondo.
Gli impegni come ospite videro Berglund dirigere tutte le maggiori orchestre nordamericane ed europee, come i Berliner Philharmoniker, la London Symphony Orchestra, la Dresden Staatskapelle, le Filarmoniche di St Petersburg e di Mosca, la Leipzig Gewandhaus e l'Orchestra filarmonica d'Israele. Berglund è stato anche un membro del collegio dei direttori dell'Orchestra Nazionale Russa.
Berglund fece il suo debutto a New York nel 1978 con l'Orchestra Sinfonica Americana alla Carnegie Hall, in un concerto di Shostakovich e Sibelius. Dal 1990 divenne direttore ospite della New York Philharmonic e dell'Orchestra di Cleveland.
Berglund ha fatto più di 100 registrazioni. In un'intervista per il quotidiano Helsingin Sanomat nel 2009, Berglund dichiarò, quando gli chiesero a proposito delle sue registrazioni, che l'incisione di Smetana con la Staatskapelle di Dresda era probabilmente la migliore, dal momento che questa era la migliore orchestra con cui avesse mai fatto registrazioni.
Berglund ha diretto l'opera lirica un paio di volte. Per citare i più importanti progetti d'opera c'è il Fidelio di Beethoven con la Finnish National Opera di Helsinki nel 2000 (con Karita Mattila, Matti Salminen, Jaakko Ryhänen) e Maskerade di Carl Nielsen a Copenaghen.
Paavo Berglund disse in un'intervista radiofonica per il direttore Atso Almila, realizzata nel 2002, in occasione del 75º anniversario della Finnish Radio Symphony Orchestra, che ha avuto la relazione più stretta e l'amicizia dei compositori finlandesi contemporanei a Joonas Kokkonen (1921-1996). La collaborazione era molto forte. Egli sostenne la sua musica il più possibile e lo aiutò anche durante i momenti difficili della vita. Commissionò molte opere di Kokkonen.
Berglund è stato anche il primo direttore nei primi anni, al fianco di Jukka-Pekka Saraste, della Finnish Chamber Orchestra, fondata nel 1990. L'orchestra non deve costituire un lavoro qualunque per chiunque, ma deve piuttosto essere uno strumento per raccogliere i migliori musicisti perché lavorino uniti in un insieme paradisiaco dove l'arte e la qualità vengono prima della routine. L'orchestra è composta da primi violini e direttori principali delle più importanti orchestre finlandesi come la Finnish Radio Symphony Orchestra, l'Orchestra filarmonica di Helsinki, l'Orchestra della Finnish National Opera, la Tapiola Sinfonietta, l'Avanti! e l'Orchestra Sinfonica di Lahti.
Berglund, in alcune occasioni, ha anche diretto la Sibelius Academy Symphony Orchestra.

## Il rapporto con la musica di Jean Sibelius
Berglund è stato in particolare associato alla musica di Sibelius ed ha registrato le sinfonie complete di Sibelius tre volte. Durante la metà degli anni 1950, Jean Sibelius sentì Berglund dirigere alcune delle sinfonie e la Suite Rakastava e disse a Berglund quanto gli erano piaciute le esecuzioni. Incontrò Sibelius nella sua casa Ainola come membro della delegazione della Radio Orchestra che era in visita a Sibelius. Sibelius gli chiese se stavano suonando qualcosa di Schönberg. A questo Paavo Berglund rispose di no. Questa fu tutta la conversazione. Berglund fece la prima registrazione della Sinfonia Kullervo. La ricerca della fonte critica di Berglund sulla Settima Sinfonia di Sibelius ebbe inizio nel 1957, quando diresse la settima con la Helsinki Philharmonic Orchestra e notò che stavano suonando delle parti che Sibelius aveva corretto. Notò che le parti stampate contenevano numerosi errori. La sua successiva ricerca portò alla pubblicazione di una nuova edizione della sinfonia di Hansen nel 1980.
In un'intervista nel 1998 con il Sunday Times di Londra, Berglund parlò delle sue idee interpretative relativamente alla musica di Jean Sibelius:
Berglund è stato ampiamente considerato un'autorità nell'interpretazione di Jean Sibelius dagli altri direttori, tra i quali Sir Simon Rattle.

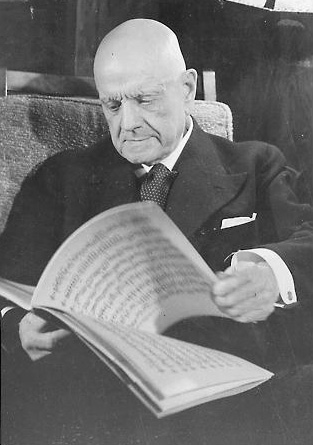
Il compositore Jean Sibelius (1865-1957)

Berglund a volte corteggiava la polemica con i suoi ritocchi di parti orchestrali; come disse in un'intervista al Gramophone nel mese di ottobre del 1978, "Sibelius è stato un superbo orchestratore, ma fino alla fine ha creato strane dinamiche che trovo di dover cambiare. Nella Seconda Sinfonia non c'è bisogno di cambiare così tanto, ma stranamente c'è un sacco che necessita di cambiamenti nella Settima Sinfonia... il mio atteggiamento è stato "werktreu", che in tedesco significa più o meno 'essere vero per il lavoro'. Ma vedete, i compositori non sempre lo sanno; essi potrebbero dare più profondità di pensiero. Bruckner, quando Lowe e Schalk (che certamente non erano stupidi) gli suggerivano le cose, diceva loro di andare avanti e farlo. Forse era debole e potrebbero avergli suggerito un po' troppo, ma dall'altro canto molti dei loro suggerimenti erano buoni". E il suo approccio appassionato alla partitura lo portò all'ammirazione dei colleghi finlandesi, Jukka-Pekka Saraste e Osmo Vänskä, e di uno dei più eleganti Sibeliani, Sir Simon Rattle.
Ha collaborato con la Chamber Orchestra of Europe nelle registrazioni delle sinfonie complete di Jean Sibelius e Johannes Brahms. In origine le registrazioni di Sibelius furono fatte quando Berglund diresse l'orchestra al Festival di Edimburgo in un ciclo completo delle sinfonie di Sibelius. Quello che fu soprattutto da sottolineaare è il fatto che usò un numero di strumenti a corda più ridotto del solito in alcune delle sinfonie. Il risultato fu molto apprezzato.
Le prime interpretazioni di Sibelius di Berglund sono più scure e pesanti. Più tardi scoprì un nuovo stile. Mentre gli altri direttori cercano spesso i grandi effetti in Sibelius, Berglund iniziò ad amare la chiarezza che si può realizzare con un'orchestra di circa 50 strumentisti.
In generale era noto per preferire corde di budello negli strumenti a corda e un moderato uso del vibrato. Spesso diceva che l'uso del vibrato nasconde i difetti e gli errori.
Mr. Berglund è stato uno dei membri della giuria del 1º Concorso Internazionale dei Direttori di Sibelius, tenuto nel 1995.

## Ultimo spettacolo
Paavo Berglund diresse il suo ultimo concerto nella Pleyel Concert Hall a Parigi il 1º giugno 2007. L'orchestra era la French Radio Philharmonic Orchestra. Il programma prevedeva Concerto per violino di Brahms con Christian Tetzlaff come solista e la Sinfonia n. 4 di Sibelius. In un'intervista fattagli per il suo 80º compleanno dalla Finnish Broadcasting Company YLE, Berglund disse che l'esecuzione di Sibelius era stato il modo pressoché perfetto di suonare Sibelius. Il concerto fu registrato dalla radio francese.

## Ricordi e leggende scelti
Come detto dal quotidiano britannico The Independent, il pianista Ralf Gothoni una volta eseguì con lui la Sonata per violino di Franck e fu sorpreso di scoprire che egli "suonò il primo movimento con un violino destro e il secondo movimento con un violino mancino. La differenza di qualità non era notevole! ". The Independent scrive anche che Ralf Gothoni ricordava gli effetti del rigore di Berglund: egli "aveva una coscienza molto forte ed esigente delle leggi musicali. È stata una grande sfida suonare con lui - e non sempre facile per i desideri dei solisti "amanti della libertà" ". Sembrava anche severo, piegato in avanti nella concentrazione, il braccio sinistro che impugnava la bacchetta, quasi come per avvertire l'orchestra. E nelle interviste poteva essere conciso, fino al punto del monosillabismo.
Ma questa figura così severa in apparenza, aveva un lato più caldo, come il violoncellista Anssi Karttunen ricordava: "anche se lui sembrava essere sempre, e sottolineo sempre, al lavoro, era un amico molto caldo e pieno di attenzioni verso la mia famiglia, sempre interessato a discutere di libri, riflessologia o filosofia con mia moglie o conversare con nostra figlia".

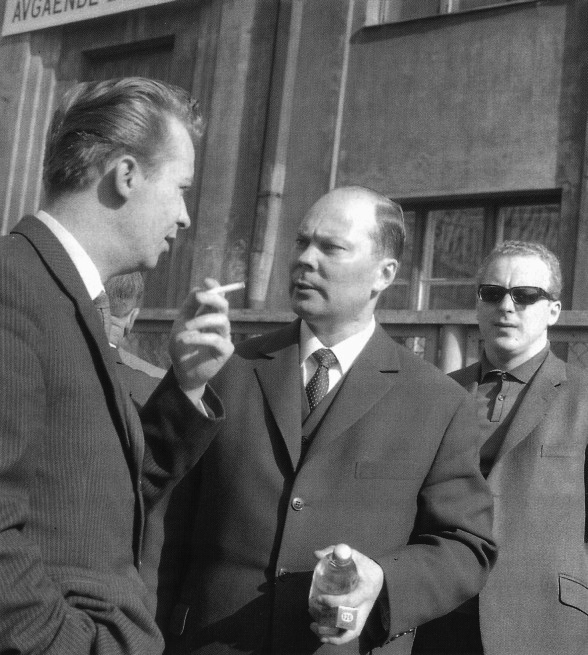
Aspettando il treno per Leningrado nel 1963: da sinistra a destra, l'intendente Aulis Sallinen, il direttore Berglund, il violinista Pertti Kiri

Egli diede al compositore Aulis Sallinen (una volta direttore del Finnish Radio Symphony Orchestra) un motivo improbabile di preoccupazione alla Finnish Radio Symphony Orchestra: "Paavo Berglund aveva una sola passione: il calcio. Aveva l'abitudine di seguire in TV le partite di calcio britannico. Istituì anche una squadra di calcio all'interno dell'orchestra. Erano soliti organizzare incontri anche durante i nostri tour. Al direttore, pensando a ginocchia e dita rotte, non piaceva l'idea."
Jukka-Pekka Saraste ricorda Paavo Berglund, quando era all'inizio della sua carriera: "Quando venne la primavera, andai ad un concerto della London Symphony Orchestra, diretta da Paavo Berglund. Si esibirono nella 5ª Sinfonia di Sibelius, nel Concerto per violino con Ida Haendel come solista e la figlia di Pohjola. Berglund aveva la reputazione di essere inavvicinabile. Tuttavia, ho avuto il coraggio di presentarmi dopo il concerto e lo trovai diretto e amichevole. "Un finlandese? Dammi un momento, ho bisogno di pisciare e lavarmi le mani". Mi portò da Aberdeen Steak House, che era nelle vicinanze per mangiare una bistecca con lui." Ti piacerebbe un caffè per dessert?», chiese e tirò fuori un pacchetto di caffè finlandese e un filtro per caffè dalla sua valigetta. Ordinò un po' di acqua calda e non importa quanto il capo cameriere elogiasse la selezione del caffè del ristorante, non era abbastanza buono. "Voi inglesi non sapete come tostare il caffè, lo rovinate bruciandolo." Conosciuto come una persona spaventosa e severa Berglund mi disse una verità sorprendente tra i vari discorsi: "Quando dirigi, ricordati sempre di mantenere un atteggiamento positivo".
Esa-Pekka Salonen dichiarò in una video intervista per la Compagnia Finlandese di Trasmissioni YLE, quando gli venne chiesto di ricordare Paavo, che l'epiteto più vicino a lui è una ricerca costante, la curiosità senza fine, la necessità di nuove informazioni e l'autocritica. Della sua autocritica si può dire che non è mai rimasto con un'unica idea, nella sua carriera si può essere vedere chiaramente un modello di costruzione di nuove cose sopra quelle vecchie. Strato dopo strato. Alla ricerca della verità ultima, che alla fine, naturalmente, non può essere trovata. Ma il punto è nella ricerca persistente e in una mentalità aperta alla ricerca della verità.
Ricordi dalla Bournemouth Symphony Orchestra: le esecuzioni e le registrazioni di Sibelius, fatte da Berglund con la BSO sono leggendarie e la sua morte fu annunciata mentre l'orchestra suonava la Quinta Sinfonia di Sibelius diretta da Kirill Karabits (che aveva lavorato con Paavo a Budapest). Le parti musicali in uso dalla BSO erano quelle utilizzate da Paavo stesso e l'orchestra dedicò i suoi concerti del 26 gennaio a Cheltenham, e del 27 gennaio alla Guildhall di Portsmouth alla sua memoria.
Roger Preston, co-principale violoncello, che lavorò con Paavo in molte occasioni, ha dichiarato:
Sono entrato nella BSO nel 1979, in gran parte perché li avevo visti e sentiti suonare sotto Berglund e sapevo che lui (e loro!) erano del tutto eccezionali. Molti dei commenti, delle critiche e richieste di Paavo sono così fresche nella mia mente come se fosse ieri.

Egli rimane, per me, uno dei migliori, se non il miglior direttore con cui io abbia mai suonato e sono così grato di aver catturato gli ultimi giorni della relazione straordinariamente feconda di Paavo con la BSO. Per tutti i suonatori di strumenti ad arco che leggono questo, mi piaceva in particolare quando diceva, "Violini, suonate come in una cabina telefonica", cioè usate molto di più l'archetto!»
Il Giornale Helsingin Sanomat scrisse nella loro intervista per gli 80 anni di Paavo Berglund che il suo assistente di un tempo di Bournemouth, Simon Rattle, lo chiama "uno degli ultimi grandi" e usa le arcate di Berglund nelle sue esecuzioni di Sibelius, come molte altre superstar. La Helsinki Philharmonic Orchestra è sempre molto sospettosa quando un maestro in visita vuole cambiare le marcature Sibelius di Paavo. Il maestro in visita viene messo a tacere dicendogli che le marcature sono di Sibelius.
Il defunto critico musicale finlandese Seppo Heikinheimo scrive nel suo libro "Mätämunan muistelmat, 1997", a pagina 174: Si racconta spesso una storia su Berglund:
Sua figlia Liisa Kylmänen dichiarò in una video intervista per la Compagnia Finlandese di Trasmissioni, quando le venne chiesto di ricordare il padre, che egli sperimentò fortemente la vicinanza degli estoni come un popolo fratello dei finlandesi e che uno come un finlandese deve prendersi cura di loro. Questo avvenne durante l'occupazione e nei primi anni indipendenti. E lei dice che il padrer visitò un paio di volte Tallinn gratuitamente oppure accettando solo una piccola quota del suo compenso come direttore. E per alcune delle sue esecuzioni del Kullervo di Sibelius ha insistito per avere un coro estone e che ad esso dovesse essere versata una buona cifra.
Paavo Berglund è stato padrino del conduttore estone Paavo Järvi.

## In Memoriam
Si dice che Berglund abbia mantenuto il suo interesse per la musica fino alla fine; aveva notizie dei musicisti delle generazioni più giovani che gli venivano lette tutti i giorni. Oltre alla sua famiglia Berglund mancherà a musicisti, orchestre, colleghi e al pubblico di tutto il mondo. Il rappresentante della vecchia, autorevole scuola di direttori può ancora essere ascoltato e apprezzato attraverso le sue numerose registrazioni.
Il quotidiano finlandese Helsingin Sanomat ha intervistato il direttore Kurt Masur al telefono da Lipsia in occasione della scomparsa del sig Berglund. "Paavo era uno dei miei più vecchi amici. Il mondo ha perso uno dei suoi più grandi direttori e i miei pensieri sono con la moglie Kirsti e la sua famiglia", ha detto Masur.
Berglund è stato sepolto a Helsinki il 4 febbraio 2012.
Berglund lascia la moglie Kirsti, il figlio Juha, le figlie Liisa Kylmänen ed Eeva Berglund e cinque nipoti.

## Strumenti scelti
Nel 2005 la Fondazione Signe ed Ane Gyllenberg comprò un violino da Mr. Berglund, costruito nel 1732 da Carlo Bergonzi (1683-1747). Prima di lui il violino era di proprietà di Isaac Stern. Il liutaio Ilkka Vainio disse che il violino è l'esempio di un capolavoro, il migliore che abbia conosciuto personalmente. Il violino ha mantenuto la sua condizione originale, anche la lacca è ancora in gran parte intatta. Secondo Petteri Iivonen, che ha suonato lo strumento, il violino ha un suono caldo ma può tollerare anche uno stile di suono più aspro. Il violino viene prestato ad un musicista per tre anni alla volta. La prima volta era Pietari Inkinen che aveva il violino negli anni dal 2005 al 2009. Nella primavera del 2009 il violino fu consegnato a Petteri Iivonen. La fondazione presta il violino, annunciandolo sui quotidiani, sulle pubblicazioni musicali e sul suo sito web. I musicisti interessati possono chiedere di fruire del violino per il suddetto periodo di tempo. Una giuria competente decide il musicista che avrà il violino.
Secondo la Compagnia Finlandese di Trasmissioni YLE, il violino Stradivarius di Berglund è stato venduto dai suoi eredi nel 2012 alla Fondazione Culturale Finlandese per 1,8 milioni di euro. Allo stesso tempo, i diritti delle esecuzioni dell'artista per delle registrazioni di Berglund, come anche la sua preziosa collezione di spartiti orchestrali, furono donati alla Fondazione. Quest'ultimo materiale sarà messo a disposizione dei ricercatori per dieci anni. Il violino sarà chiamato Stradivari ex. Berglund. Il figlio di Mr. Berglund, Juha Berglund, portavoce della famiglia, dice che suo padre aveva diversi strumenti, ma lo Stradivari era il più caro a lui. Era desiderio espresso del sig Berglund che il violino debba rimanere in Finlandia. Il violino è stato costruito intorno al 1700 ed è in condizioni eccezionali per la sua età.

## Premi ed onorificenze
- Grammy nomination nel 1971 per la Migliore Esecuzione Corale — Classical for Sibelius: Kullervo[15]
- Diapason d'Or per la registrazione delle Sinfonie di Nielsen con la Royal Danish Orchestra.[6]
- Diapason d'Or per la registrazione delle Sinfonie di Sibelius con la Chamber Orchestra of Europe.
- "Choc de l'Année 1998" de Le Monde de la Musique, per la registrazione delle Sinfonie di Sibelius con la Chamber Orchestra of Europe.
- Finnish State Music Award (con Arto Noras) nel 1972.
- Art Council of the Uusimaa (regione nella Finlandia meridionale) Region Artium Cultori Award in 2004.
- Janne Award nella categoria Miglior Registrazione Orchestrale nell'anno 2001 per le Sinfonie di Brahms con la Chamber Orchestra of Europe. Il Premio viene dato da IFPI Finland (The Finnish National Group of IFPI, in Finnish Musiikkituottajat).
- Medaglia Pro Finlandia 1982.
- Finnish Cultural Foundation Award nel 1985 (40.000 FIM).
- Ufficiale Onorario dell'Ordine dell'Impero Britannico (OBE) nel 1977.
- Direttore Onorario della Turku Philharmonic Orchestra nel 2002 (http://www.tfo.fi).
- Membro n. 383 dell'Accademia Reale Svedese di Musica nel 1983 (https://web.archive.org/web/20060704054340/http://www.musakad.se/).
- La Sala Prove PAAVO al Helsinki Music Centre, aperta nel 2011, dedicata a Paavo Berglund[16]

## Discografia scelta
- Misc.: Arie di Opere: Bizet, Carmen: Canzone del Toreador; Mozart, Marriage of Figaro: Aria di Figaro, "Non più andrai"; Verdi, Aida: Radames!; (con Aarne Vainio). Finnish Radio Symphony Orchestra. (FUGA 9200)
- Misc.: Tributo a Martti Talvela. Finnish Radio Symphony Orchestra. (Ondine ODE 945-2)
- Bliss: Suite da Miracle in the Gorbals; Concerto per violoncello (con Arto Noras). Bournemouth Symphony Orchestra. 1977, Southampton Guildhall. (EMI ASD 3342)
- Brahms: Complete Sinfonie. Chamber Orchestra of Europe. Live maggio 2000, Baden-Baden Festival Hall. (Ondine ODE 990-2T)
- Brahms: Double Concerto (con Yehudi Menuhin e Paul Tortelier). London Philharmonic Orchestra. 1984. (EMI)
- Brahms: Concerto per pianoforte n. 2 (con François-Frederic Guy). London Philharmonic Orchestra. Live maggio 31, 2003, Royal Festival Hall, London. (NAÏVE V4944)
- Britten: Concerto per violino (con Ida Haendel). Bournemouth Symphony Orchestra. giugno 12, 1977. (EMI ASD 3843 CDM7642022)
- Bruch: Concerto per violino n. 1 (con Frank Peter Zimmermann). Royal Philharmonic Orchestra. 2004 (SONY)
- Dvorak: Scherzo Capriccioso; Slavonic Rhapsody n. 3. Dresden Staatskapelle. Recorded 1978 at Lukaskirche Dresden. (ETERNA 8 27 199-200)
- Englund: Epinikia. Helsinki Philharmonic Orchestra. (FINNLEVY SFX 34)
- Franck: Sinfonia; Symphonic Variations (con Sylvia Kersenbaum). Bournemouth Symphony Orchestra. 1976. (EMI ASD 3308)
- Glazunov: Concerto per pianoforte (con John Ogdon); Yardumian: Passacaglia, Recitative & Fugue. Bournemouth Symphony Orchestra. 1977. (EMI ASD 3367)
- Grieg: Peer Gynt Suite; Alfven: Swedish Rhapsody; Järnefelt: Praeludium; Berceuse. Bournemouth Symphony Orchestra. (EMI)
- Grieg: Danze sinfoniche; Old Norwegian Romance con Variations. Bournemouth Symphony Orchestra. 1982. (EMI ASD 4170)
- Haydn: Sinfonia nn. 92, 99. Finnish Chamber Orchestra. novembre 1992, Hyvinkää Hall, Finland. (Ondine)
- Haydn: Sinfonia n. 103; Tchaikovsky: Serenade per Strings. Finnish Chamber Orchestra. Live 1993. (FCO 1003)
- Kokkonen: Sinfonie 1, 4; "...durch einen spiegel...". Finnish RSO. maggio 1995 (...Durch einen..., Symph. 4). marzo 1995 (Symph. 1). House of Culture Helsinki. (Ondine)
- Kokkonen: Sinfonia n. 3; Sibelius: Tapiola. Finnish RSO. (EMI SXL 6432, Finlandia FA 311)
- Merikanto: Ekho; Concerto per violino n. 2 (con Ulf Hästbacka). Finnish Radio Symphony Orchestra. 1978. (Fennica Nova)
- Mozart: Concerto per Oboe; Strauss: Concerto per Oboe (con Douglas Boyd). Chamber Orchestra of Europe. (Asv Living Era)
- Mozart: Concerto per violini nn. 3, 5 (con Mayumi Fujikawa). The Japan Philharmonic Symphony Orchestra. (EMI La Voix de son Maitre 2C 065-93594)
- Nielsen: Sinfonia n. 5. Bournemouth Symphony Orchestra. 1975. (EMI ASD 3063)
- Nielsen: Sinfonie 1–6. Royal Danish Orchestra. giugno 3, 4, 5, 1987 (nn. 1, 4). agosto 17–19, 1989 (nn. 3, 6). agosto 15–18, 1988 (nn. 2, 5). Odd Fellow Hall, Copenhagen. (RCA Victor)
- Prokofiev: Summer Night Suite. Bournemouth Symphony Orchestra. 1975. (EMI ASD 3141)
- Rachmaninov: Concerto per pianoforte n. 3 (con Leif Ove Andsnes). Oslo Philharmonic. Live marzo 1995, Oslo Philharmonic Hall. (EMI)
- Rachmaninov: Sinfonia n. 3 "The Rock". Stockholm Philharmonic. giugno 20–22, 1988, Philharmonic Hall, Stockholm. (RCA Victor)
- Raitio: Moon in Jupiter; Moonlight Alley. Finnish RSO. (Fennica Nova)
- Rimsky-Korsakov: The Golden Cockerel Suite. Bournemouth Symphony Orchestra. 1975. (EMI ASD 3141)
- Rimsky-Korsakov: giugno Night Overture; Glazunov: Valse de Concert n. 1; Glinka: Valse Fantaisie; Sibelius: Intermezzo e Alla Marcia da Karelia Suite; Shalaster: Dance "Liana". Bournemouth Symphony Orchestra. (EMI)
- Saint-Saens: Concerto per pianoforte n. 2 (con Ėmil' Gilel's). USSR State Symphony Orchestra. dicembre 1951. (Yedang, 2002. YCC-0066)
- Schumann: Concerto per pianoforte; Grieg: Concerto per pianoforte (con John Ogdon). New Philharmonia Orchestra. 1972. (EMI ASD 2802)
- Sallinen: Chorali. Helsinki Philharmonic Orchestra. (BIS CD-41)
- Shostakovich: Sinfonie 5, 6, 7, 10, 11. Bournemouth Symphony Orchestra. 30–31 luglio 1975, n. 1 Studio, Abbey Road, London (n. 5). Jan 1974, Guildhall, Southampton (n. 7). 1975 (n. 10). Dec 1978 (n. 11). (EMI)
- Shostakovich: Sinfonia n. 8. Russian National Orchestra. giugno 2005, DZZ Studio 5, Moscow. (Pentatone)
- Shostakovich: Concerto per violoncello n. 1; Walton: Concerto per violoncello (con Paul Tortelier). Bournemouth Symphony Orchestra. gennaio 7–8, 1973, Southampton Guildhall. (EMI)
- Shostakovich: Concerto n. 1 per Piano, Trumpet e Strings (con Cristina Ortiz e Rodney Senior); Concerto per pianoforte n. 2 (con Cristina Ortiz); Three Fantastic Dances. Bournemouth Symphony Orchestra.  settembre 1975. (EMI)
- Shostakovich: Concerto per violino n. 1 (con Arve Tellefsen). Royal Philharmonic Orchestra. (Grappa, Simax)
- Sibelius: da Kullervo; Kullervon valitus (con Usko Viitanen). Finnish Radio Symphony Orchestra. (FUGA 9240)
- Sibelius: En saga; The Oceanides; Pohjola's Daughter; Luonnotar (con Taru Valjakka); Pelleas et Melisande (excerpts). Bournemouth Symphony Orchestra. (EMI ESD7159)
- Sibelius: Pelleas et Melisande; Rakastava. Finnish Chamber Orchestra. Live Tampere Talo, 8 aprile 1991. (FCO 1001)
- Sibelius: Finlandia; Tapiola; The Swan of Tuonela; Lemminkäinen's Return; Valse Triste. Philharmonia Orchestra. 1983, St. John's Smith Square, London. (EMI ASD 4186)
- Sibelius: Finlandia; The Swan of Tuonela; Lemminkäinen's return; Intermezzo da Karelia Suite; Nocturne, Elegie, Musette, Valse Triste da King Kristian II suite. Bournemouth Symphony Orchestra. (EMI 1 C 063-05 011 Q)
- Sibelius: Sinfonie 2, 7. London Philharmonic Orchestra. Live Royal Festival Hall 6 dicembre 2003 (n. 7) e 16 Feb. 2005 (n. 2). (LPO 0005)
- Sibelius: Sinfonia n. 4. Royal Concertgebouw Orchestra. Live 9/11/1991. (Anthology Of The Royal Concertgebouw Orchestra Vol. 6 – Live Radio Recordings 1990–2000)
- Sibelius: Sinfonia n. 4; Sallinen: Mauermusik. Finnish RSO. House of Culture Helsinki, maggio 1969. (DECCA SXL 6431, Finlandia FA 312)
- Sibelius: Sinfonie 5, 6; The Swan of Tuonela. London Philharmonic Orchestra. Live maggio 31, 2003, Royal Festival Hall (n. 5). Live dicembre 6, 2003, Royal Festival Hall (n. 6). Live Sept. 22, 2006, Queen Elizabeth Hall (Swan). (LPO 0065)
- Sibelius: Sinfonia n. 6; The Swan of Tuonela. Deutsches Symphonie-Orchester Berlin. Recorded 1970. (ETERNA 00031432BC)
- Sibelius: Sinfonie Complete 1–7 e Orchestral Works (Including World Premiere Recording of Kullervo Symphony). Bournemouth Symphony Orchestra. 1976 (n. 1). 1978 (n. 2). giugno 20, 1977 (n. 3). ? (n. 4). giugno 1973 (n. 5). 1976 (n. 6). 1973 (n. 7). Southampton Guildhall. dicembre 1970, Southampton Guildhall (Kullervo). (EMI)
- Sibelius: Complete Sinfonie 1–7 con Finlandia, The Oceanides e Kullervo Symphony. Helsinki Philharmonic Orchestra. Feb 1984, All Saints Church Tooting (n. 4). 1985 (Kullervo). maggio 1986, House of Culture, Helsinki (n. 1). Dec 1986, House of Culture, Helsinki (n. 2). luglio 1987, House of Culture, Helsinki (n. 3). Dec 1986, House of Culture, Helsinki (n. 5). maggio 1986, House of Culture, Helsinki (n. 6). Feb 1984, All Saints Church Tooting (n. 7). (EMI)
- Sibelius: Complete Sinfonie 1–7. Chamber Orchestra of Europe. 10 ottobre 1997, RFO Hall Hilversum (nn. 1, 2, 3). settembre 1995, Watford Colosseum London (nn. 4, 6, 7). Dec 1996, Nijmegen (n. 5). (Finlandia)
- Sibelius: Concerto per violino; Serenades nn. 1, 2; Humoresque n. 5. (con Ida Haendel). Bournemouth Symphony Orchestra. luglio 1975, Southampton Guildhall. (EMI)
- Sibelius: Concerto per violino; Six Humoresques per Violin e Orchestra (con Heimo Haitto). Finnish Radio Symphony Orchestra. 1964. (FINLANDIA CLASSICS 2013)
- Sibelius: Concerto per violino (con Arve Tellefsen). Royal Philharmonic Orchestra. (Simax)
- Smetana: Má Vlast. Dresden Staatskapelle. Recorded 1978 at Lukaskirche Dresden. (ETERNA 8 27 199-200)
- Strauss Johann Jr: Csardas, op. 441. Finnish National Opera Orchestra. (Ondine ODE 8152)
- Strauss: Till Eulenspiegel; Don Juan; Burleske per Piano e Orchestra (con Sergei Edelmann); Serenade per Winds. Stockholm Philharmonic. giugno 19–22, 1989, Philharmonic Hall, Stockholm. (RCA Victor)
- Stravinsky: Concerto per Piano e Wind instruments (con Olli Mustonen); Shostakovich: Sinfonia n. 8. Berlin Philharmonic Orchestra. Live 2001. (Testament Records SBT21500)
- Tchaikovsky: Serenade per Strings; Dvorak: Serenade per Strings. New Stockholm Chamber Orchestra. luglio 14–15, 1983, Stockholm Concert Hall. (BIS CD-243)
- Tchaikovsky: 1812 Overture; Sinfonia n. 4. London Philharmonic Orchestra. 28 febbraio 1998, Watford Colosseum. (SONY)
- Vaughan Williams: Sinfonia n. 4; The Lark Ascending (con Barry Griffiths). Royal Philharmonic Orchestra. ottobre 29–30, 1979, n. 1 Studio, Abbey Road. (EMI ASD 3904)
- Vaughan Williams: Sinfonia n. 6; Concerto per Oboe (con John Williams). Bournemouth Symphony Orchestra. aprile 1, 1975, Southampton Guildhall. (EMI ASD 3127)
- Walton: Concerto per violino (con Ida Haendel). Bournemouth Symphony Orchestra. 1978, Southampton Guildhall. (EMI ASD3843 CDM 764202 2)

## Videoregistrazioni scelte
- Beethoven: Concerto per pianoforte n. 3; Grieg: Concerto per pianoforte (con Ėmil' Gilel's). Philharmonia Orchestra (Beethoven). Finnish RSO (Grieg). Dal vivo dalla Finlandia Hall Helsinki 1983 e 1984. (VAI DVD DVDVAI4472)

## Lavori pubblicati scelti
- Uno studio comparativo della partitura stampata e del manoscritto della settima sinfonia di Sibelius. Acta Musica V. Studies Published by Sibelius Museum. Istituto di Musicologia, Åbo Akademi University[17]

## Prime esecuzioni scelte
- Bergman, Erik: Simbolo Op. 52, 1960. 2232/4330/13/1, celesta, archi. Durata: 11'. — Commissionata dalla Finnish Broadcasting Company. Editore: Edition Wilhelm Hansen. Prima Esecuzione: Finnish RSO, cond. Paavo Berglund, Helsinki, marzo 14, 1961.
- Kokkonen, Joonas: Opus sonorum, 1964. 2232/4320, pianoforte, archi. Durata: 12'. — Editore: Fennica Gehrman. Prima Esecuzione: Sibelius Centenary Concert, Finnish RSO, cond. Paavo Berglund, Helsinki (Finland), 16 febbraio 1965.
- Kokkonen, Joonas: Sinfonisia luonnoksia (Symphonic Sketches), 1968. 3232/4331/12/1, archi. Durata: 14'. — Editore: Fennica Gehrman. Prima Esecuzione: Finnish RSO, cond. Paavo Berglund, Helsinki (Finland), 16 maggio 1968.
- Kokkonen, Joonas: Sínfonía n. 1, 1960. 3333/4330/10, archi. Durata: 23'. — Editore: Fennica Gehrman. Prima Esecuzione: Finnish RSO, cond. Paavo Berglund, Helsinki (Finland), 15 marzo 1960.
- Kokkonen, Joonas: Sínfonía n. 2, 1961. 3333/4330/10/1, archi. Durata: 22'. — Editore: Fennica Gehrman. Prima Esecuzione: Finnish RSO, cond. Paavo Berglund, Helsinki (Finland), 18 aprile 1961.
- Kokkonen, Joonas: Sínfonía n. 3, 1967. 4333/4330/00/1, celesta e pianoforte, archi. Durata: 21'. — Editore: Fennica Gehrman. Prima Esecuzione: 40th anniversary concert of the Finnish RSO. Finnish RSO, cond. Paavo Berglund, Helsinki (Finland), 12 settembre 1967.
- Kokkonen, Joonas: Sínfonía n. 4, 1971. 4333/4330/13/1, archi. Durata: 22'. — Commissionata dalla Finnish Broadcasting Company. Editore: G. Schirmer Inc. Prima Esecuzione: Finnish RSO, cond. Paavo Berglund, Helsinki (Finland), 16 novembre 1971.
- Meriläinen, Usko: Chamber Concerto, 1962. Violino solo, percussioni (2 musicisti) e doppia orchestra d'archi. Durata: 18'. — Prima Esecuzione: Tuomas Haapanen, violino, Finnish RSO, cond. Paavo Berglund, Helsinki, ottobre 22, 1964.
- Meriläinen, Usko: Suite No. 1 from the ballet Arius, 1960. 3233/4331/12/0, pianoforte, archi. Durata: 21'. — Prima Esecuzione: Finnish RSO, cond. Paavo Berglund, Helsinki, ottobre 24, 1961.
- Meriläinen, Usko: Sínfonía n. 2, 1964. 2222/4220/12/1, archi. Durata: 22'. — Commissionata dalla Finnish Broadcasting Company. Editore: Bote & Bock. Prima Esecuzione: Finnish RSO, cond. Paavo Berglund, Helsinki, novembre 10, 1964.
- Nordgren, Pehr Henrik: Agnus Dei Op. 15, 1971. Soprano, baritono, misto coro e orchestra. Texts: Karelian folk poem, pamphlet of the Finnish Association per Nature Conservation. Basho, Einari Vuorela, Lauri Viita e Tu An-shih. Durata: 60'. — Commissionata dalla Finnish Broadcasting Company. Prima Esecuzione: Taru Valjakka, soprano, Matti Lehtinen, baritono, Finnish RSO e Coro, cond. Paavo Berglund, Helsinki, maggio 11, 1971.
- Rautavaara, Einojuhani: Canto I, 1960. Durata: 6'. — Editore: Fennica Gehrman. Prima Esecuzione: Finnish RSO, cond. Paavo Berglund, Helsinki, marzo 7, 1967.
- Rautavaara, Einojuhani: Concerto per pianoforte e orchestra n. 1, 1969. Solo pianoforte + 2020/4220/11, archi. Durata: 21'. — Commissionata dalla Finnish Broadcasting Company. Editore: Breitkopf & Härtel. Prima Esecuzione: Einojuhani Rautavaara, pianoforte, Finnish RSO, cond. Paavo Berglund, Helsinki Festival, maggio 29, 1970.
- Rautavaara, Einojuhani: Sínfonía n. 3, 1961. 2222/2231, 4 Wagner tubas/10, archi. Durata: 33'. — Editore: Fennica Gehrman. Prima Esecuzione: Finnish RSO, cond. Paavo Berglund, Helsinki, aprile 10, 1962.
- Rautavaara, Einojuhani: Sínfonía n. 4 (lavoro originale), 1964/1968. [Withdrawn. Arabescata (1962) chiamata Sínfonía n. 4 nel 1986]. — Prima Esecuzione (versione originale): Helsinki Philharmonic Orchestra, cond. Jorma Panula, Helsinki, febbraio 26, 1956. Prima Esecuzione (seconda versione): Finnish RSO, cond. Paavo Berglund, Helsinki, febbraio 24, 1970.
- Sallinen, Aulis: Concerto per Orchestra da Camera Op. 3, 1959–1960. 1(1)121/1000/00, archi. Durata: 22'. — Editore: novembre. Prima Esecuzione: Finnish RSO, cond. Paavo Berglund, Helsinki, novembre 15, 1960.
- Salmenhaara, Erkki: Suomi – Finland, 1966. 2222/4330/11, arpa, archi. Durata: 18'. — Commissionata dalla Finnish Broadcasting Company. Distributore: Fimic. Prima Esecuzione: Finnish RSO, cond. Paavo Berglund, Helsinki, ottobre 31, 1967.